# 毕淑敏
毕淑敏（1952年10月—），祖籍山东文登，出生于新疆维吾尔自治区伊犁专区（今伊犁哈萨克自治州）伊宁市，中国当代女作家，注册心理咨询师，一级作家。北京师范大学研究生院文学系硕士。1969年入中国人民解放军服役，曾在西藏阿里军分区当兵11年，是一名部队医生；转业后，任内科主治医师。1986年开始发表文学作品；1989年加入中国作家协会，是中国作协第五、六、七届全国委员。现任北京市作家协会副主席。
其每部作品，都以生命和死亡为主题。这主要是来源于毕淑敏曾长期在西藏高原工作的生活体验和思考。曾获庄重文文学奖等。

## 生平
毕淑敏生于新疆维吾尔自治区伊犁专区（今伊犁哈萨克自治州）伊宁市。1965年考入北京外语学院附属学校中学部，学习俄语。17岁时，正值“文化大革命”期间，毕淑敏参军入伍，被分配至西藏阿里军分区；历任卫生员、助理军医、军医；在西藏高原当兵11年。1980年转业回北京后，曾担任内科主治医师、卫生所所长。
1986年，毕淑敏在其34岁时写出处女作——小说《昆仑殇》，并于次年发表在《昆仑》杂志上。她于1989年加入中国作家协会。1991年，她退出已从事22年的医生职业，开始全职写作。她于1991年获得北京师范大学文学硕士学位。1994年，短篇小说《预约死亡》发表后，奠定了毕淑敏在中国文坛的声誉。这篇作品被誉为是“新体验小说”的代表作之一；并获得北京市“庆祝建国45周年文学作品奖”。此后，毕淑敏陆续发表作品《红处方》、《拯救乳房》、《翻浆》等。
1998年她于46岁进入北京师范大学心理学博士方向入读，2002年课程结业，但因为外语和论文的原因没有获得博士学位。其后，她成为注册心理咨询师，并开办诊所，后又因与写作冲突而关闭。2009年7月，受中国中央电视台邀请，在其科教频道的《百家讲坛》节目中，录制《关爱心灵》系列讲座。

## 家庭
毕淑敏和丈夫芦书坤是在西藏自治区当兵时认识的。两人于1977年结婚；婚后育有一子，芦淼。

## 作品
长篇小说
- 《红处方》1997北京十月文艺出版社
  - 《红处方》绘画评点本，2010工人出版社
- 《血玲珑》2001人民文学出版社
- 《拯救乳房》2003人民文学出版社
- 《女心理师》上下册，2007重庆出版社
- 《阿里》2010江西教育出版社
- 《花冠病毒》2012湖南文艺出版社

中短篇小说集
- 《昆仑殇》1991作家出版社
- 《白杨木鼻子》1995中国对外翻译出版公司
- 《预约死亡》1996-03云南人民出版社
- 《女人之约》2009-08中国财富出版社

散文集
- 《婚姻鞋》1994 农村读物出版社
- 《保持惊奇》1989解放军文艺出版社
- 《素面朝天》2002南海出版公司
- 《提醒幸福》2015-02北京日报出版社
- 游记
  - 《毕淑敏母子航海环球旅行记》2009作家出版社
  - 《非洲三万里》2016湖南文艺出版社
  - 《美洲小宇宙》2017湖南文艺出版社
  - 《破冰北极》2018湖南文艺出版社
  - 《南极之南》2018湖南文艺出版社
- 自传
  - 《在印度河上游》1997吉林人民出版社
  - 《我从西藏高原来》2010二十一世纪出版社
  - 《毕淑敏自述人生》2010时代文艺出版社

文集
- 《毕淑敏文集》（共12卷）2014湖南文艺出版社

## 奖项
- 《不会变形的金刚》，获第四届“《小说月报》百花文学奖”
- 《女人之约》，获第四届青年文学奖、第五届“《小说月报》百花文学奖”
- 《紫色人形》，获第十六届“台湾《联合报》文学奖”
- 《昆仑殇》，获第四届“昆仑文学奖”
- 《生生不己》，获“当代文学奖”、人民文学出版社“炎黄奖”
- 《补天石》，获北京“庆祝建国40周年文学作品奖”
- 《预约死亡》，获北京“庆祝建国45周年文学作品奖”、第六届“《小说月报》百花文学奖”
- 《素面朝天》，获第五届全国报纸副刊一等奖
- 《原始股》，获第七届“《小说月报》百花文学奖”
- 《红处方》，获全国人口奖、北京市首届文艺大奖
- 《翻浆》，获第十七届“台湾《中国时报》文学奖”